# Kopenhagener Hafenbäder

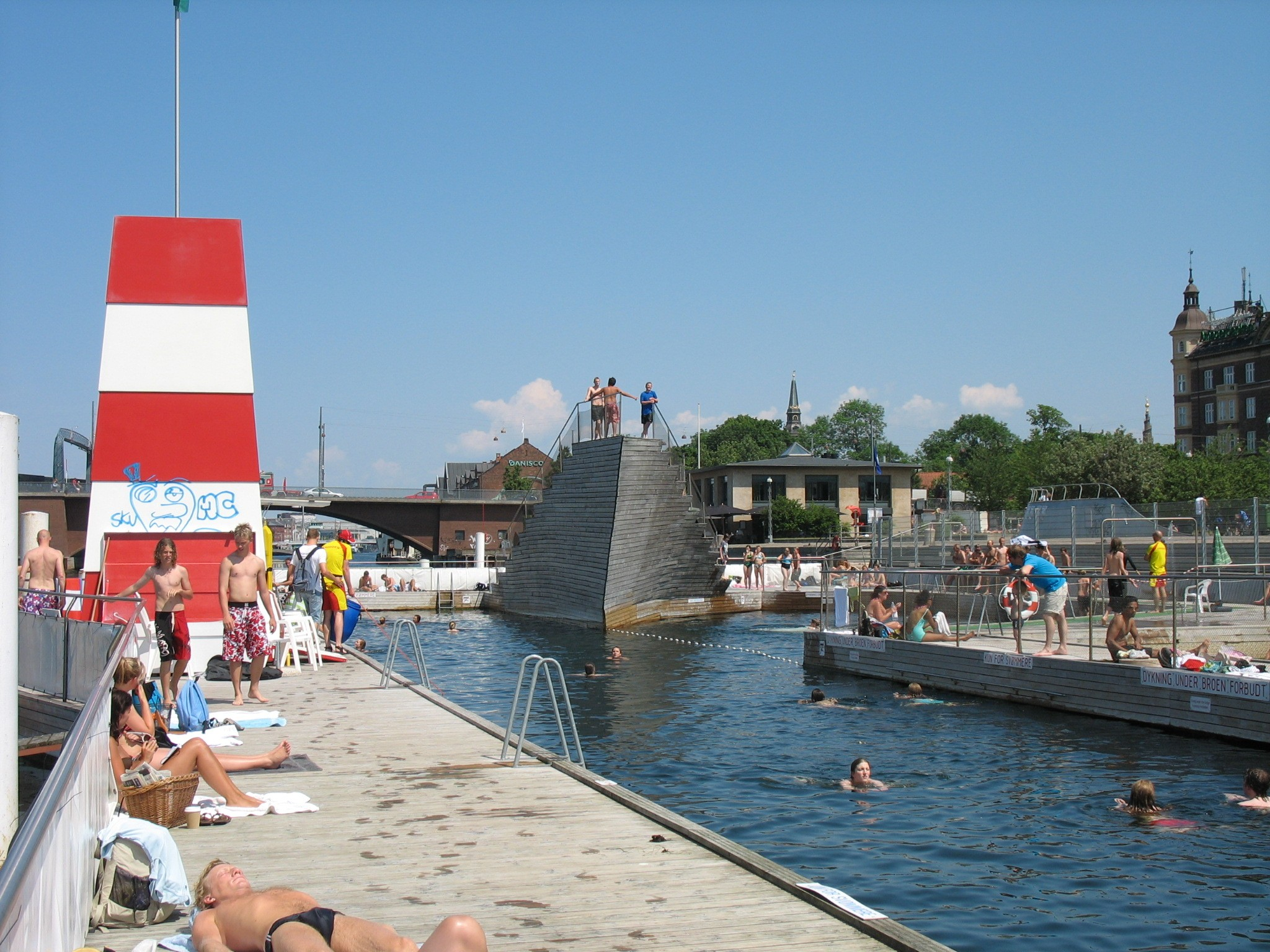
Das Hafenbad auf Islands Brygge

Die Kopenhagener Hafenbäder (dänisch: Københavns Havnebade) sind ein System von Freizeitbadeanlagen auf der Wasserseite von Kopenhagen, Dänemark. Derzeit gibt es vier Hafenbäder, deren erster und bekanntester Standort der Hafenpark Islands Brygge ist.
Die Hafenbäder fungieren als Ergänzung zu den Stränden rund um die Stadt, wie zum Beispiel dem weitläufigen Stadtstrand am Amager Strandpark. Im Jahr 2010 errichtete das Königlich Dänische Theater außerdem den temporären künstlichen Ophelia-Strand am Kvæsthusbroen-Pier neben dem Königlichen Schauspielhaus.
In den Kopenhagener Hafenbädern wird kein Eintritt erhoben.

## Geschichte
Für die Badesaison 2002 wurde das Hafenbad Islands Brygge als erstes Hafenbad der Stadt eröffnet. Im Jahr 2003 wurde dieses noch verhältnismäßig einfach gestaltete Hafenbad zu einem anderen Standort des Hafens geschleppt, der zwischen der Insel Havneholmen und Fisketorvet liegt, und wird dort weiter betrieben, während Islands Brygge ein neues, größeres und dauerhaftes Hafenbad erhielt, das von PLOT entworfen wurde. Die Baukosten beliefen sich auf 520.000 EUR. Im Jahr 2010 wurde nach mehreren Verzögerungen und Änderungen am Design das dritte Hafenbad an der Svanemølle-Bucht eröffnet.

## Wasserqualität
Das Wasser im Hafen ist heute so sauber wie das des Öresunds. Die Hafenbäder sind das Ergebnis konsequenter Bemühungen, die Wasserqualität im Kopenhagener Hafen so weit zu verbessern, dass Baden möglich ist. Die Hafenbäder sind in der Badesaison grundsätzlich an allen Wochentagen geöffnet. Bei ungewöhnlich starken Regenfällen kann Abwasser in den Hafen gelangen und zu einer Verunreinigung mit coliformen Bakterien führen, wobei die Hafenbäder vorübergehend geschlossen werden. Eine solche Schließung dauert normalerweise ein paar Tage, bis der Gezeitenfluss das gesamte Wasser ausgetauscht hat. Die Wasserqualität wird überwacht und auf einer Website veröffentlicht.

## Einzelstandorte

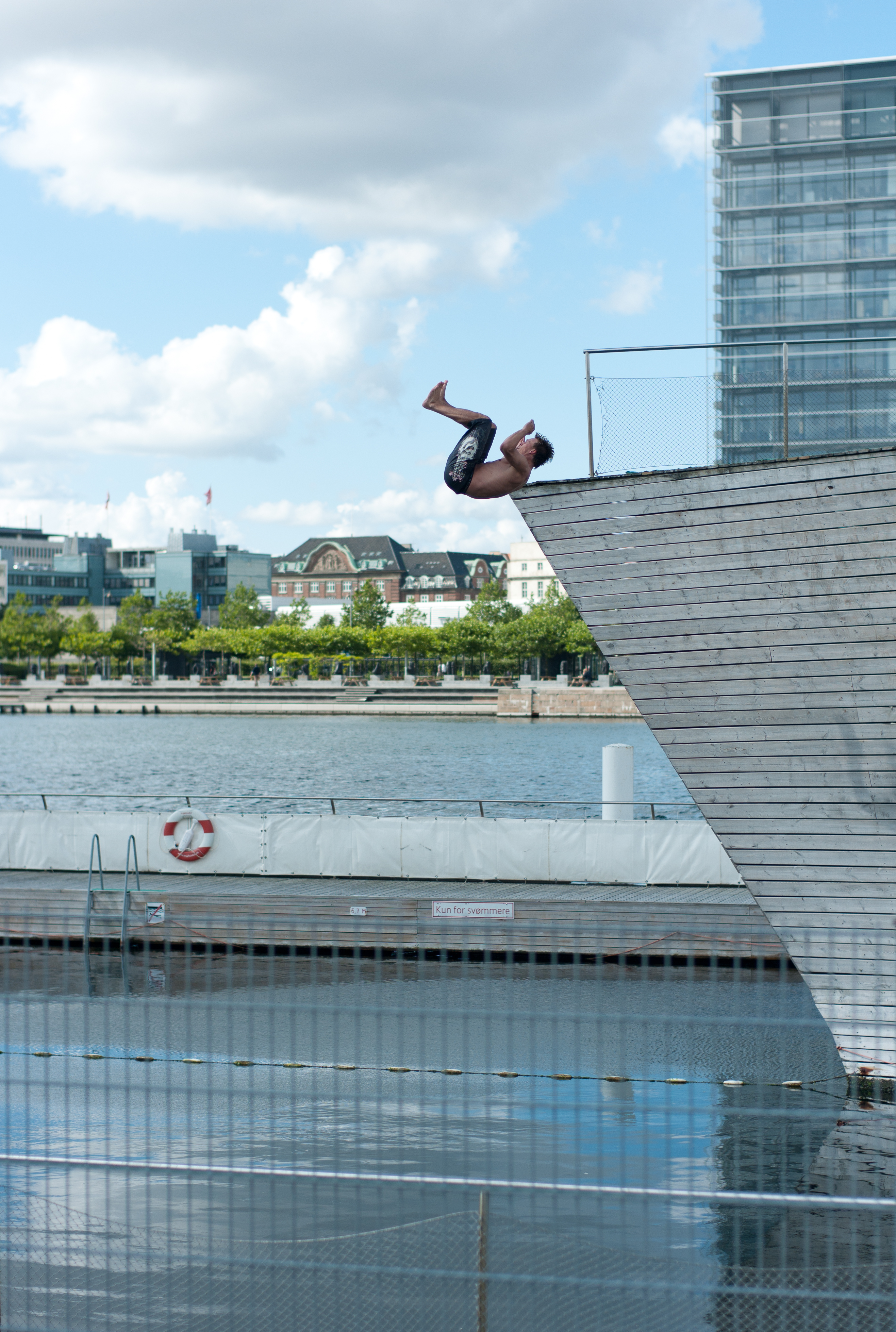
Wasserspringer im Hafenbad Islands Brygge

### Islands Brygge
Das Hafenbad Islands Brygge Koordinaten: 56° N, 13° O verfügt über insgesamt 5 Becken und bietet Platz für 600 Personen. Es ist 7 Meter tief. Es gibt zwei Becken für Kinder, zwei 50-Meter-Becken zum Schwimmen und ein Sprungbecken mit Drei- und Fünf-Meter-Sprungbrettern. Das Projekt wurde 2003 von JDS Architects und der Bjarke Ingels Group fertig gestellt.

### Copencabana

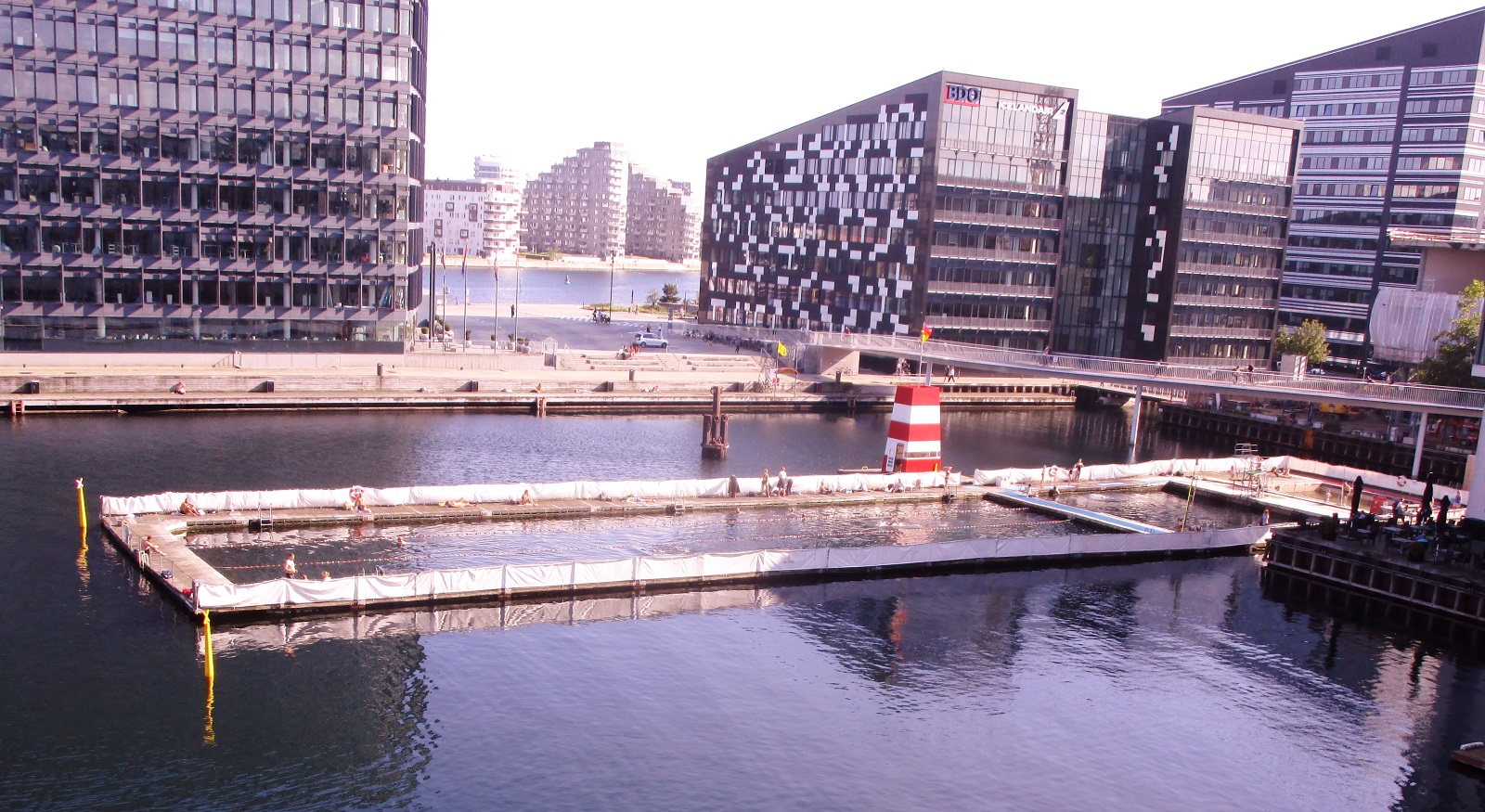
Hafenbad Havneholmen

Copencabana (der Name ist eine Wortschöpfung aus Copacabana und Kopenhagen) oder Hafenbad Fisketorvet liegt neben dem Einkaufszentrum Fisketorvet und Havneholmen in Vesterbro. Es handelt sich um einen 650 Quadratmeter großen Komplex mit drei Becken und Ein-, Zwei- und Drei-Meter-Sprungbrettern.

### Strand von Svanemølle

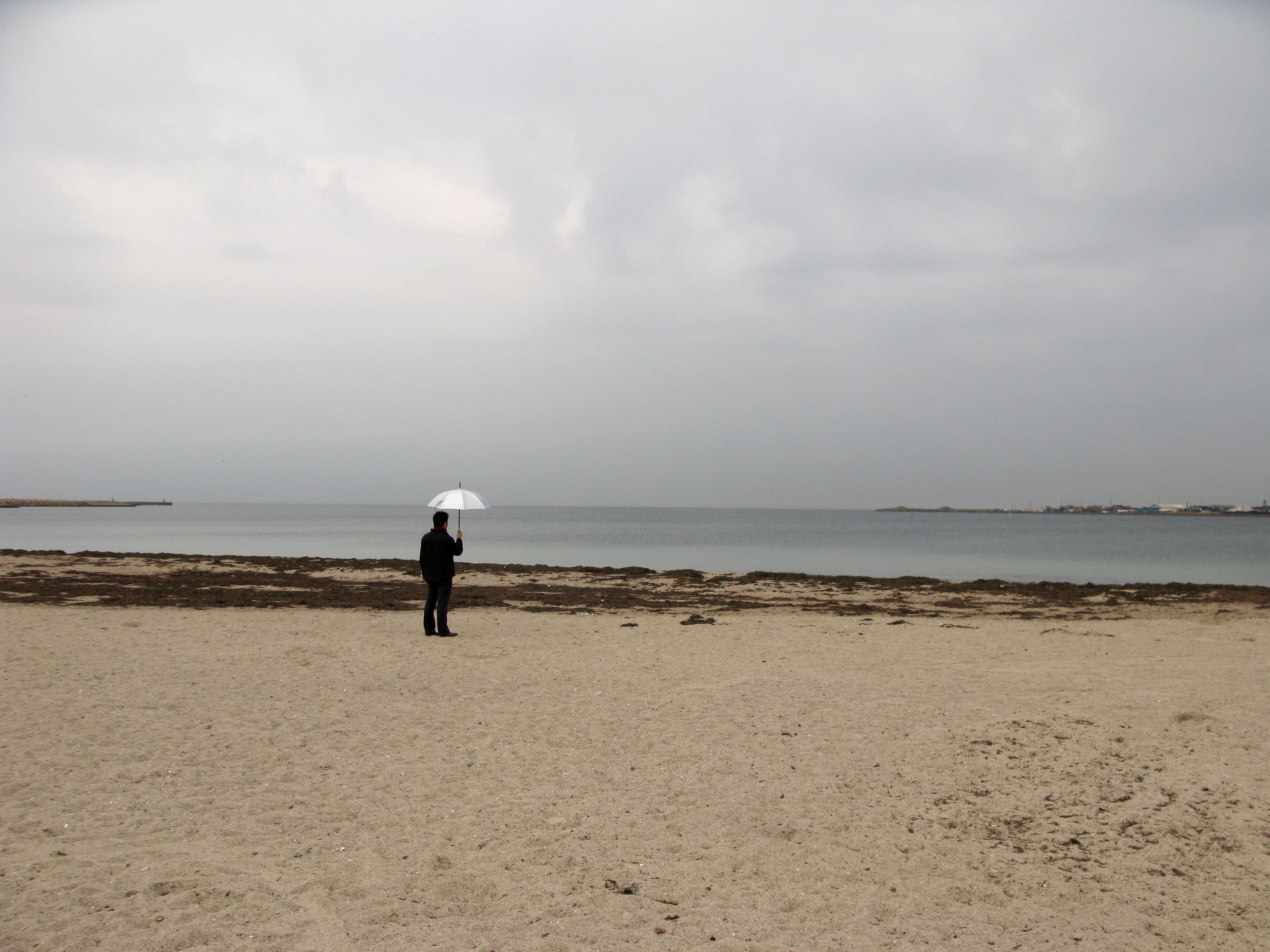
Strand von Svanemølle an einem trüben Tag.

Der Strand von Svanemølle liegt in der Bucht von Svanemølle in Østerbro und wurde am 20. Juni 2010 eingeweiht. Er bietet 4.000 Quadratmeter Strand mit familienfreundlichem flachen Wasser sowie einen 130 Meter langen Pier, der direkten Zugang zu tieferen Gewässern bietet.

### Badezone Sandkaj
Die Badezone Sandkaj liegt im modernen Wohnviertel Nordhavn in unmittelbarer Nähe zum gleichnamigen Bahnhof. Zugang zum Wasser erhalten Schwimmer über verschiedene Leitern, weswegen die Badestelle nicht für Kleinkinder geeignet ist. Sonnenanbeter kommen auf dem langen Pier entlang der Badestelle auf ihre Kosten.

### Sluseholmen
Der jüngste Standort, Sluseholmen im Südhafen, wurde am 16. Dezember 2011 eingeweiht.